# Electricite du Cambodge
Der Electricite du Cambodge Football Club (Khmer ក្លឹបបាល់ទាត់អគ្គិសនីកម្ពុជាា, Klœ̆b Băltoăt Âkkĭsâni Kâmpŭchéa) ist ein kambodschanischer Fußballverein aus der Hauptstadt Phnom Penh. Der Verin spielte zuletzt in der zweiten Liga des Landes, der Cambodian League 2. 2023 zog sich der Verein vom Spielbetrieb zurück.

## Erfolge
- Kambodschanischer Zweitligameister: 2022
- Kambodschanischer Zweitligavizemeister: 2016

## Stadion
Der Verein trägt seine Heimspiele im EDC Stadium in Phnom Penh aus. Das Stadion hat ein Fassungsvermögen von 1000 Zuschauern. 
Koordinaten: 11° 35′ 24,2″ N, 104° 54′ 48,2″ O

## Spieler
| Nr. |            | Position | Name                         |
| --- | ---------- | -------- | ---------------------------- |
| 1   | Kambodscha | TW       | Khun Udom                    |
| 3   | Kambodscha | AB       | Ouk Vanne                    |
| 5   | Kambodscha | AB       | Chhoeung Visnu               |
| 6   | Kambodscha | MF       | Nan Punlok                   |
| 7   | Kambodscha | ST       | Phanny Y Rotha               |
| 8   | Kambodscha | MF       | Nop David                    |
| 9   | Kambodscha | ST       | Moun Nara Mannschaftskapitän |
| 11  | Kambodscha | MF       | Bin Utdom                    |
| 12  | Kambodscha | AB       | Puth Sotheara                |
| 13  | Kambodscha | AB       | Moul Daravorn                |
| 14  | Kambodscha | AB       | Pich Sovannroth              |
| 15  | Kambodscha | AB       | Yorn Mesa                    |
| 16  | Kambodscha | AB       | Mao Bunchantha               |

| Nr. |            | Position | Name             |
| --- | ---------- | -------- | ---------------- |
| 17  | Kambodscha | AB       | Phach Socheavila |
| 18  | Kambodscha | ST       | Som Sokundara    |
| 19  | Kambodscha | MF       | Chreng Chanvirak |
| 20  | Kambodscha | MF       | Chhout Sinteang  |
| 22  | Kambodscha | AB       | Ouch Panhaseth   |
| 24  | Kambodscha | MF       | Un Chy           |
| 25  | Kambodscha | AB       | Ry Phearun       |
| 27  | Kambodscha | ST       | Ke Vannak        |
| 30  | Kambodscha | AB       | Chan Veasna      |
| 33  | Kambodscha | MF       | Phhorn Oy        |
| 99  | Kambodscha | ST       | Choun Chum       |

## Trainer
| Name       | von          | bis           |
| ---------- | ------------ | ------------- |
| Prak Vuthy | 1. Juli 2016 | 30. Juni 2018 |

## Beste Torschützen seit 2017
| Saison | Name            | Tore |
| ------ | --------------- | ---- |
| 2017   | N/A             |      |
| 2018   | Mat Noron       | 8    |
| 2019   | N/A             |      |
| 2019   | Sean Sopheaktra | 7    |